# Honey Deihimi
Honey Deihimi (* 11. September 1974 in Wien) ist eine österreichisch-deutsche Juristin. Sie war von 2007 bis 2011 Integrationsbeauftragte des Landes Niedersachsen, die erste bundesweit mit eigener Migrationsgeschichte, und von 2011 bis 2024 Leiterin des Referats „Gesellschaftliche Integration“ im Bundeskanzleramt. Seit 1. September 2024 ist sie als Senior Vice President Corporate Affairs bei idealo tätig.

## Leben
Deihimis Eltern stammen aus Iran. Sie übersiedelte 1993 zum Studium von Österreich nach Deutschland. An der Universität Hannover, der Universität Le Havre (Frankreich) und in Durham (Großbritannien) studierte sie Rechtswissenschaften und Europarecht. Nach ihrem Zweiten Juristischen Staatsexamen arbeitete sie zunächst als Rechtsanwältin in Brüssel; ab 2005 war sie im Europäischen Parlament tätig. Im August 2011 wechselte sie auf die Position der Leiterin des Referats „Gesellschaftliche Integration“ bei der Beauftragten der Bundesregierung für Migration, Flüchtlinge und Integration im Bundeskanzleramt. Deihimi ist österreichische und deutsche Staatsbürgerin.
Deihimi erhielt 1993 den European Council of International Schools Award und 1999 eine Auszeichnung der Universität Hannover.